# Challenger Eckental 2021
Il Challenger Eckental 2021 è stato un torneo maschile di tennis giocato sul sintetico indoor. Era la 25ª edizione del torneo, facente parte della categoria Challenger 80 nell'ambito dell'ATP Challenger Tour 2021. Si è giocato alla House of Sports di Eckental in Germania, dal 1º al 7 novembre 2021.

## Partecipanti

### Teste di serie
| Nazionalità | Giocatore       | Ranking* | Testa di serie |
| ----------- | --------------- | -------- | -------------- |
| Australia   | Jordan Thompson | 71       | 1              |
| Rep. Ceca   | Jiří Veselý     | 78       | 2              |
| Austria     | Jurij Rodionov  | 131      | 3              |
| Germania    | Oscar Otte      | 135      | 4              |
| Rep. Ceca   | Tomáš Macháč    | 136      | 5              |
| Stati Uniti | Maxime Cressy   | 141      | 6              |
| Germania    | Mats Moraing    | 154      | 7              |
| Polonia     | Kacper Żuk      | 163      | 8              |

* Ranking al 25 ottobre 2021.

### Altri partecipanti
I seguenti giocatori hanno ricevuto una wild card per il tabellone principale:
- Marvin Möller
- Mats Rosenkranz
- Max Hans Rehberg

Il seguente giocatore è entrato in tabellone con il protected ranking:
- Julian Lenz

I seguenti giocatori sono passati dalle qualificazioni:
- Johannes Härteis
- Christopher Heyman
- Tobias Simon
- Henri Squire

I seguenti giocatori sono entrati in tabellone come lucky loser:
- Alexander Erler
- Lucas Miedler
- Aldin Šetkić

## Punti e montepremi
| Torneo    | Torneo              | V     | F     | SF    | QF    | 2T  | 1T  | Q | Q2  | Q1  |
| Singolare | Punti               | 80    | 48    | 29    | 15    | 7   | 0   | 4 | 1   | 0   |
| Singolare | Premi in denaro (€) | 6 190 | 3 650 | 2 160 | 1 260 | 730 | 450 | – | 225 | 115 |
| Doppio    | Punti               | 80    | 48    | 29    | 15    | –   | 0   | – | –   | –   |
| Doppio    | Premi in denaro (€) | 2 670 | 1 550 | 930   | 550   | –   | 310 | – | –   | –   |

## Campioni

### Singolare
Daniel Masur ha sconfitto in finale  Maxime Cressy col punteggio di 6–4, 6–4.

### Doppio
Roman Jebavý /  Jonny O'Mara hanno sconfitto in finale  Ruben Bemelmans /  Daniel Masur col punteggio di 6–4, 7–5.